# Plesiomma angustum
Plesiomma angustum är en tvåvingeart som beskrevs av Macquart 1848. Plesiomma angustum ingår i släktet Plesiomma och familjen rovflugor.
Artens utbredningsområde är Haiti. Inga underarter finns listade i Catalogue of Life.